# Collsabena
Collsabena és una masia de Vilanova de Sau (Osona) inclosa a l'Inventari del Patrimoni Arquitectònic de Catalunya.

## Descripció
Edifici civil, masia situada al vessant oriental del Collsabena.
Es troba assentada sobre el desnivell del terreny i consta de dos cossos rectangulars de manera que a la banda de migdia hi ha la planta i un pis i a la de tramuntana hi ha només una planta.
Té una part destinada a vivenda i l'altra a dependències agrícoles.
És una construcció austera, sense elements decoratius. Està construïda amb granit vermell unit amb morter de calç. Alguns elements són de totxo cuit i la majoria de llindes són de fusta, només té un petit portal de pedra grisosa.
L'estat de conservació és bastant bo i continua fent les funcions de masia.

## Història
Masia situada dins el terme civil de l'antiga parròquia de Sant Andreu de Bancells i dins el terme civil de Sau.
El mas Collsabena, situat al límit provincial de Girona, no es troba registrat als fogatges dels segle xvi però sí que consta al nomenclàtor de la província e Barcelona de l'any 1892, això ens fa pensar que fou construït durant els segles de redreçament demogràfic (segles XVII, xviii i xix).